# 下北交通キハ85形気動車
| 運転席付近 |  | 客室 |
| 運転席付近 |  | 客室 |

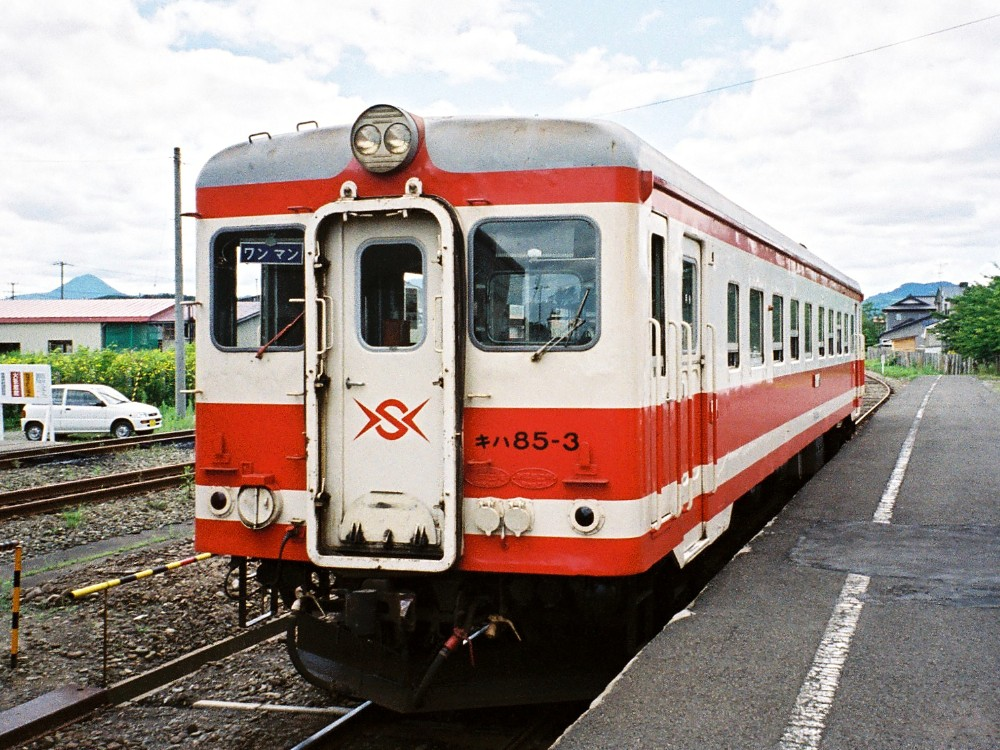
営業運転当時のキハ85形気動車

下北交通キハ85形気動車（しもきたこうつうキハ85がたきどうしゃ）は、かつて下北交通に在籍した気動車である。
1985年（昭和60年）、特定地方交通線として日本国有鉄道（国鉄）大畑線が下北交通に転換されるのに際して、国鉄からキハ22形3両（149・150・151）を購入したものである。導入に際して、ワンマン運転に対応するためデッキと客室を分ける仕切り壁を撤去し、短区間の営業であることから便所も撤去された。車体塗色も、下北交通独自の赤白の塗り分けに変更された。なお、形式の「85」は、1985年に導入されたことに因む。
2001年（平成13年）に大畑線が廃止された後も、旧大畑駅で3両とも動態保存されている。そのうち、キハ85-2（キハ22 150）が国鉄色に戻されたが、キハ85-1（キハ22 149）・3（キハ22 151）は下北交通時代の塗色のままである。
2016年2月20日に食堂車に仕立てたイベントが行われた。
東海旅客鉄道（JR東海）のキハ85系先頭車と番号が重複していた。